# Шапран Андрій Андрійович
Шапра́н Андрі́й Андрі́йович (3 [16] жовтня 1914, смт Софіївка Дніпропетровської області, Україна — 27 липня 1986, Київ) — український радянський скульптор, член Спілки художників УРСР.

## Біографічні дані
Учасник Німецько-радянської війни, був нагороджений орденом Вітчизняної війни 2 ступеня (1944). В 1950 році закінчив Київський художній інститут, де навчався у М. Г. Лисенка. Працював у галузі станкової і монументальної скульптури.

## Твори
- «Микола Щорс і Василь Боженко» (бронза, 1950)
- Бюст Василя Боженка (мармур, 1952)
- Горельєф «За владу Рад» (1957)
- Пам'ятник Артему в м. Бахмуті (у співавторстві з М. Д. Декерменджі, бронза, граніт, 1959; демонтовано 2015[2])
- Бюст М. В. Ломоносова на станції метро «Університет» (оргскло, 1960)
- Меморіальна дошка А. М. Бучмі на будинку № 14 по Володимирській вулиці у Києві (мармур; барельєф; скульптор А. А. Шапран, архітектор В. І. Корнєєва, 1962)
- Надгробний пам'ятник Т. А. Строкачу на Байковому кладовищі у Києві (граніт; скульптор А. А. Шапран, архітектор М. К. Іванченко, 1964)

## Зображення

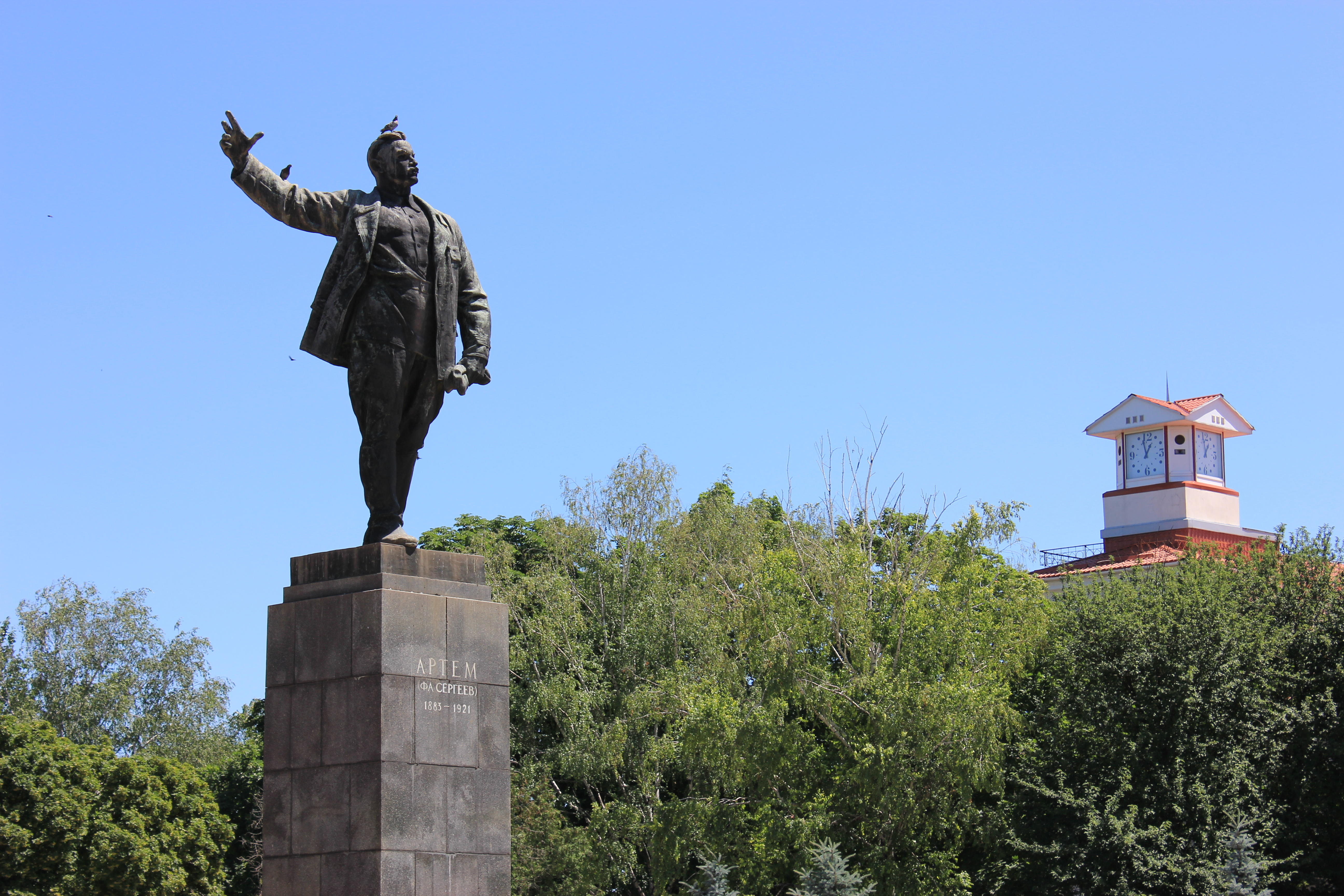
Пам'ятник Артему в Артемівську
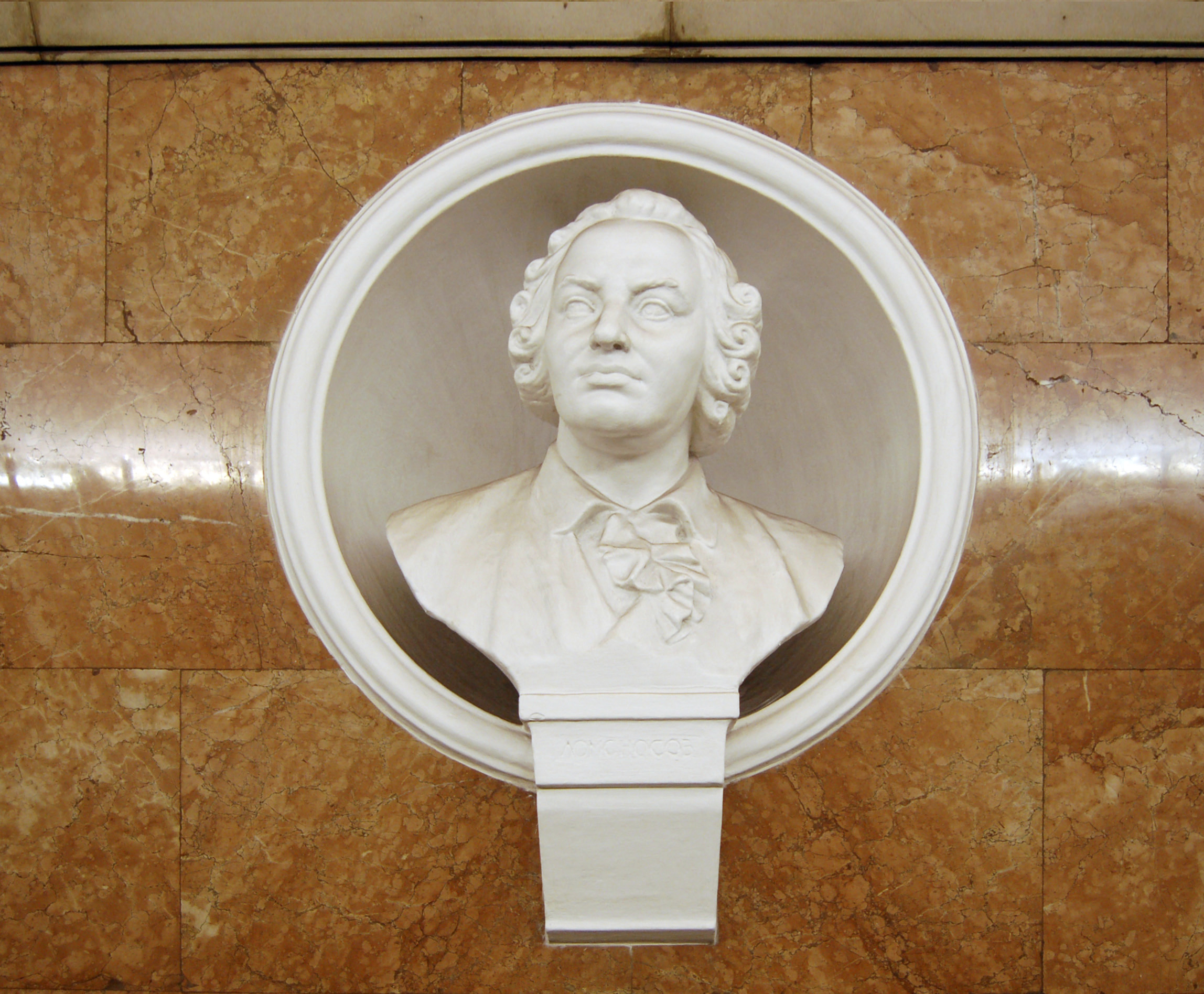
Бюст М. В. Ломоносова на станції метро «Університет»
Меморіальна дошка А. М. Бучмі